# Tommaso Mazzola
Tommaso Mazzola (Pollina, 16 december 1901 – Palermo, 1979) was een Italiaans componist, dirigent en klarinettist.

## Levensloop
Mazzola begon zijn muzikale opleiding als autodidact. Later studeerde hij privé bij Giuseppe Di Dio, zelf 1e klarinettist aan het Teatro Massimo in Palermo en docent aan het conservatorium van Palermo. Als dirigent was hij verbonden aan verschillende harmonieorkesten, zoals de Corpo Musicale "S. Placido" Castel di Lucio, de Associazione Culturale Musicale "Apollonia" Pollina (1925-1950), de Complesso Bandistico "Liborio Asciutto" dei comuni di Petralia Sottana e Castellana Sicula, de Banda musicale dell'Associazione Culturale e Musicale L'Eremo di San Mauro Castelverde, de Associazione Culturale Musicale Città Di Cefalù en de La banda musicale "Mascagni" trionfa a Geraci Siculo. 
Als componist schreef hij werken voor harmonieorkest, kamermuziek en vocale muziek.

## Composities

### Werken voor harmonieorkest

#### Sinfonische marsen
- Allegria contadinesca
- Cecilia
- Cettina
- Festoso soggiorno
- Le mie nozze
- Linnucia
- Matteuccio
- Melina
- Nozze d'argento
- Per Nuccio
- Tiziana
- Un saluto al mio paese

#### Treurmarsen
- Armonia siciliana
- Dolore di mamma
- Dolorosa pianto
- Il boscaiolo

#### Militaire marsen
- Alba di vita
- Edda
- Maurisa
- Patrizia
- Viviana
- Volubile

#### Pensieri sinfonici
- Armonia siciliana
- Canto ai lavoratori
- Sprazzi di luce

### Dansmuziek voor klarinet
- Cettì, mazurka voor klarinet
- Fioretta, mazurka voor klarinet
- Larghetto, voor klarinet